# 周勋初
周勋初（1929年4月11日—2024年3月11日），男，上海南汇人，中华人民共和国文史学者，南京大学人文社会学科荣誉资深教授，江苏省文史研究馆原馆长。